# ダミアン・ダフ
- デイミアン・ダフ

ダミアン・アンソニー・ダフ（Damien Anthony Duff, 1979年3月2日 - ）は、アイルランド・ダブリン県バリボーデン出身の元同国代表サッカー選手、現サッカー指導者。現役時代のポジションはミッドフィールダー。現在はシェルボーンFCの監督を務める。
英語により忠実な表記はデイミアン（発音: [deɪmɪən]）であり、チェルシーFCの日本語公式サイトにおいて採用されている。
ブラックバーン・ローヴァーズFCでフットボールリーグカップ、チェルシーFCで2度のプレミアリーグとリーグカップ、ニューカッスル・ユナイテッドFCでUEFAインタートトカップ 2006を獲得し、フラムFCではUEFAヨーロッパリーグ 2009-10の決勝戦まで進出した。アイルランド代表としては、1998年の初出場から14年間に渡ってプレーし、2002 FIFAワールドカップ、UEFA EURO 2012に出場した。また、EURO 2012のイタリア戦において記念すべき出場100試合目に到達している。

## 来歴

### クラブ

#### ブラックバーン・ローヴァーズ時代
レンスターのダブリン県バリボーデンに生まれたダフは、少年時代をレスター・セルティックAFC、ローデス・セルティック、セント・ケヴィンズ・ボーイズで過ごした後、1996年に練習生としてプレミアリーグのブラックバーン・ローヴァーズFCに入団する。1996-97シーズン最終節のレスター・シティFC戦でプロ初出場ながらマン・オブ・ザ・マッチを受賞すると、翌シーズンにはレギュラーとして公式戦33試合5得点（リーグ戦26試合4得点）、1998-99シーズンは公式戦36試合1得点（リーグ戦28試合1得点）を記録したが、フットボールリーグ・ディヴィジョン1 (2部)に降格した。
1999-2000シーズンは、ディヴィジョン1の舞台で公式戦44試合7得点（リーグ戦39試合5得点）を記録するもチームの昇格は叶わなかったが、翌2000-01シーズンに公式戦39試合3得点（リーグ戦32試合1得点）を記録し、プレミアリーグ昇格に貢献。復帰1季目の2001-02シーズンは、デヴィッド・ダンと共に攻撃の要として公式戦39試合8得点を記録する大活躍を見せると、フットボールリーグカップでは決勝の地ミレニアム・スタジアムでトッテナム・ホットスパーFCを下してタイトル獲得し、2002 FIFAワールドカップの活躍も相まって評価が高まり、別のクラブへの移籍の可能性が報じられる中、2002年8月24日にブラックバーンと新たに4年契約を締結した。翌2002-03シーズンは、2003年1月22日にリーグカップのマンチェスター・ユナイテッドFC戦でハムストリングを負傷したことで6週間離脱していたにもかかわらず、復帰初戦のアーセナルFC戦で得点を挙げる等、負傷の影響を感じさせないプレーを見せ、最終的に公式戦でチーム最多の11得点 (31試合)を挙げたように攻撃を牽引し、チームをUEFAカップ2003-04出場圏内の6位に導いた。

#### チェルシー時代
2002-03シーズンの活躍に、ロマン・アブラモヴィッチ会長に買収されて巨額の資金を得たチェルシーFCから移籍金1300万ポンド、1500万ポンドと2度オファーをされ、最終的に2003年7月21日に契約解除条項の移籍金1700万ポンドで決着がつき、4年契約を締結した。クラウディオ・ラニエリ監督の下、8月のUEFAチャンピオンズリーグ 2003-04でのMŠKジリナ戦 (2-0)で公式戦初出場を飾ったダフは、完璧なクロスでエイドゥル・グジョンセンの得点を支援するプレー等で「ショーのスター」と形容される程の上々のスタートを切ると、9月20日のウルヴァーハンプトン・ワンダラーズFC戦 (5-0)の初得点を挙げると共にマン・オブ・ザ・マッチに選出された。自身が務める左サイドにはジョー・コールの存在がありながらも、定位置を譲らずにプレーしていたが、12月20日のフラムFC戦で肩を脱臼したことで、2004年1月14日のワトフォードFCとのFAカップ3回戦までの離脱を余儀なくされ、復帰から2試合出場後の2月上旬に今度は太腿を負傷して再離脱すると、さらに、1月の復帰の際に脱臼を手術せずにいたことで、4月下旬に再び肩の脱臼で離脱する等の相次ぐ負傷の影響から、最終的に2003-04シーズンのリーグ戦の先発出場が17試合にとどまった。なお、チームとしては、チャンピオンズリーグでASモナコ戦までの準決勝に進出、リーグ戦の方では過去49年で最高となる2位に付けたが、無冠に終わったとしてラニエリ監督は解任となっている。
2004-05シーズンは、ジョゼ・モウリーニョ監督が新たに就任したのに加え、左サイドを主戦場とするアリエン・ロッベンの入団によって定位置争いが激しいものになると予想されていたが、シーズン開幕前にロッベンが負傷する。にもかかわらず、9月下旬のミドルズブラFC戦まで先発起用されることはなかった。しかし、その後はレギュラーに返り咲き、特にロッベン復帰後は右サイドにポジションを移してロッベンと共に両サイドを支え、UEFAチャンピオンズリーグ 2004-05のFCバルセロナとの第2戦 (4-2)、フットボールリーグカップ準決勝のマンチェスター・ユナイテッドFC戦での決勝点を含む公式戦10得点を挙げて、チームの50年ぶりとなるリーグ優勝に貢献し、更にリーグカップとの2冠に輝いた。だが、翌2005-06シーズンは、自身の故障に加え、ショーン・ライト＝フィリップスの加入によって定位置争いが激しくなった影響から出場機会が限定され、リーグ戦の先発出場数は18試合にとどまった。

#### ニューカッスル時代

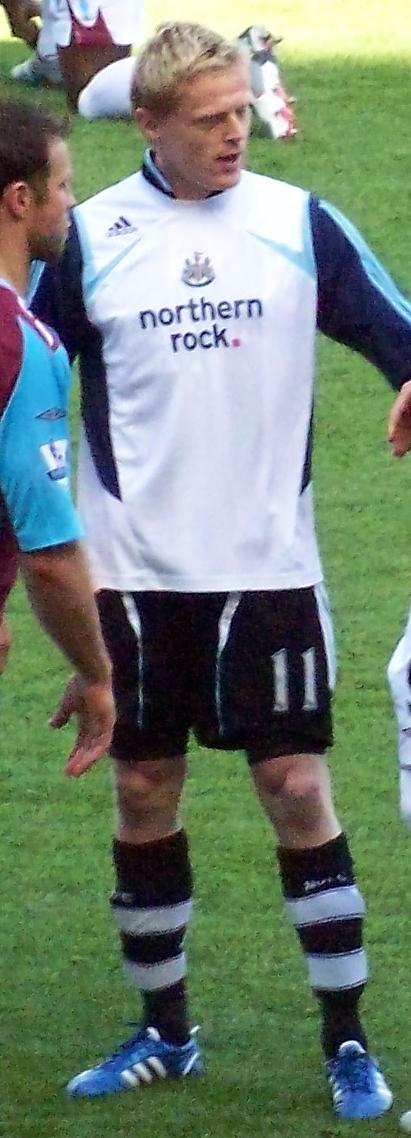
ニューカッスル・ユナイテッドFCでのダフ

出場機会を求めるダフに対し、トッテナム・ホットスパーFC、リヴァプールFCからオファーが届き、最終的に2006年7月24日に移籍金500万ポンドでニューカッスル・ユナイテッドFCと5年契約を締結する。ニューカッスルでは本職の左サイドのレギュラーとして起用されており、初出場を飾った8月10日のUEFAカップ2006-07でのFKヴェンツピルス戦で攻撃の中心を担い、9月7日に敵地ブーリン・グラウンドでのウェストハム・ユナイテッドFC戦 (2-0)において初得点を挙げる活躍を見せていたが、11月中旬のアーセナル戦において膝を負傷したことで数週間の離脱となると、12月中旬ワトフォードFC戦で復帰を果たすも試合後に膝の軟骨を悪化させ、再離脱となった。その後、1月31日のアストン・ヴィラFC戦で復帰し、数試合に出場していたが、4月のポーツマスFC戦において、後に就任するサム・アラダイス監督がキャリアを脅かすと形容する程の怪我を足首に負い、シーズン残り全てを欠場となり、2007年12月23日のダービー・カウンティFC戦までに復帰を要した。
2008-09シーズンは、2008年11月27日に足の付根、2009年3月にふくらはぎの負傷により、それぞれ約1ヶ月の離脱をしながらも、28試合に先発出場したようにレギュラーとしてプレーし、12月21日のトッテナム戦では途中出場から僅か2分以内に決勝点を挙げる等でチームを支え、また、アラン・シアラー監督体制下では終盤に左サイドバックまで任された。しかし、アストン・ヴィラとのシーズン最終節において、相手MFギャレス・バリーの20ヤードからのシュートが自身に当たってオウンゴールとなり、最終的に0-1のスコアのまま試合が終了し、チームは19位でのチャンピオンシップ降格が決定した。
降格後も残留し、チームのプレミアリーグ復帰を支援することを誓ったダフは、2009年8月8日のウェスト・ブロムウィッチ・アルビオンFCとの2009-10シーズン開幕戦 (1-1)において、早速得点を挙げた。

#### フラム時代

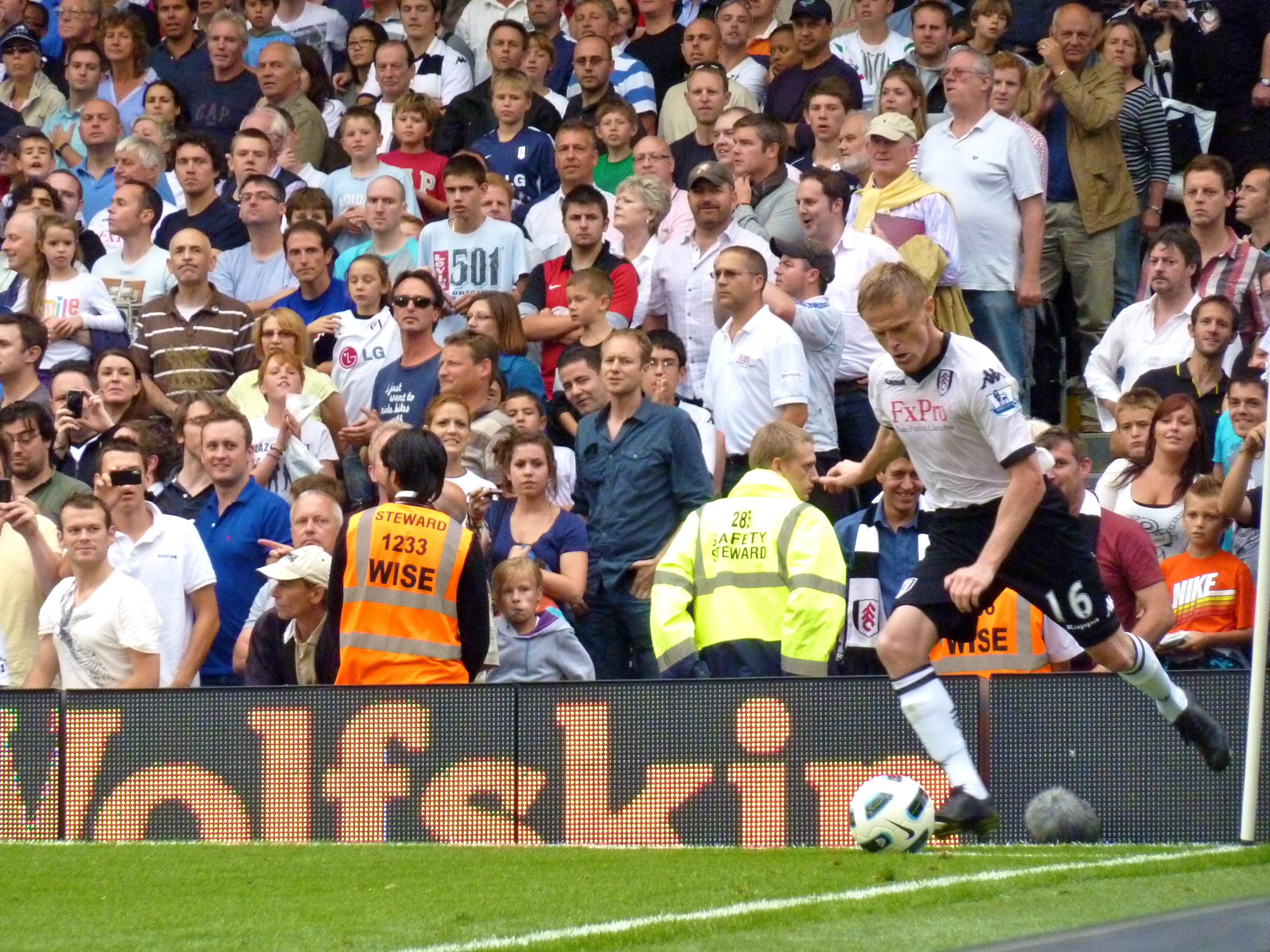
2010年8月のマンチェスター・ユナイテッドFC戦でコーナーキックを蹴るダフ

ニューカッスルで1試合に出場後の2009年8月18日、ブラックバーンでプロデビューを果たした際に師事したロイ・ホジソン監督率いるフラムFCと移籍金400万ユーロで3年契約を締結する。フラムでは、8月20日にUEFAヨーロッパリーグ 2009-10のFCアムカル・ペルミ戦 (3-1)で後半から初出場を飾り、以降、左サイドハーフのレギュラーとしてプレーし、9月13日のエヴァートンFC戦で初得点にして決勝点を挙げると、昨季王者のマンチェスター・ユナイテッド戦 (3-0)を含む公式戦9得点を記録しており、これはエースストライカーのボビー・ザモラ (19得点)、ゲラ・ゾルターン (10得点)に次ぎ、クリント・デンプシーと並ぶ数字だった。次の2010-11シーズンも引き続きレギュラーとしてプレーする中、2011年1月15日に行われたDWスタジアムでのウィガン・アスレティックFC戦において、記念すべき公式戦通算出場数500試合目を達成した一方で得点をなかなか挙げられずにいたが、2月2日の古巣ニューカッスル戦でシーズン初得点にして決勝点を挙げたのを契機に、3月5日の古巣ブラックバーン戦 (2得点)までの5試合で4得点を挙げ、4月3日のブラックプールFC戦においてはザモラの得点をアシストした。このように順調に運んでいたものの、ブラックプール戦後にアキレス腱を負傷し、次のマンチェスター・ユナイテッド戦の欠場が決定すると、更に5月には足の手術の為にシーズン残りの離脱が決定した。
2季目の終盤こそ負傷に泣かされることになったが、フラム加入後の中心選手としての活躍が認められ、8月19日に契約を2013年までの1年延長させることに成功し、2013年2月22日に再度契約を1年延長した。2014年2月4日のシェフィールド・ユナイテッドFCとのFAカップ戦以来、膝の負傷によって欠場が続いていたダフは、4月16日に2013-14シーズン終了後に満了となる契約について話し合いがされていないとアイリッシュ・タイムズに語り、降格するフラムからの退団が5月23日に正式発表された。

#### メルボルン・シティ時代
2014年6月10日、自由契約でメルボルン・シティFCと1年契約を締結した。

#### シャムロック・ローヴァーズ時代
2015年4月にメルボルン・シティとの契約を満了し退団。同年7月14日、アイルランド・プレミアディヴィジョンのシャムロック・ローヴァーズに18か月間の契約で加入した。

#### 現役引退
2015年12月21日、20年間のプロキャリアに終止符を打つことを発表した。

### 代表

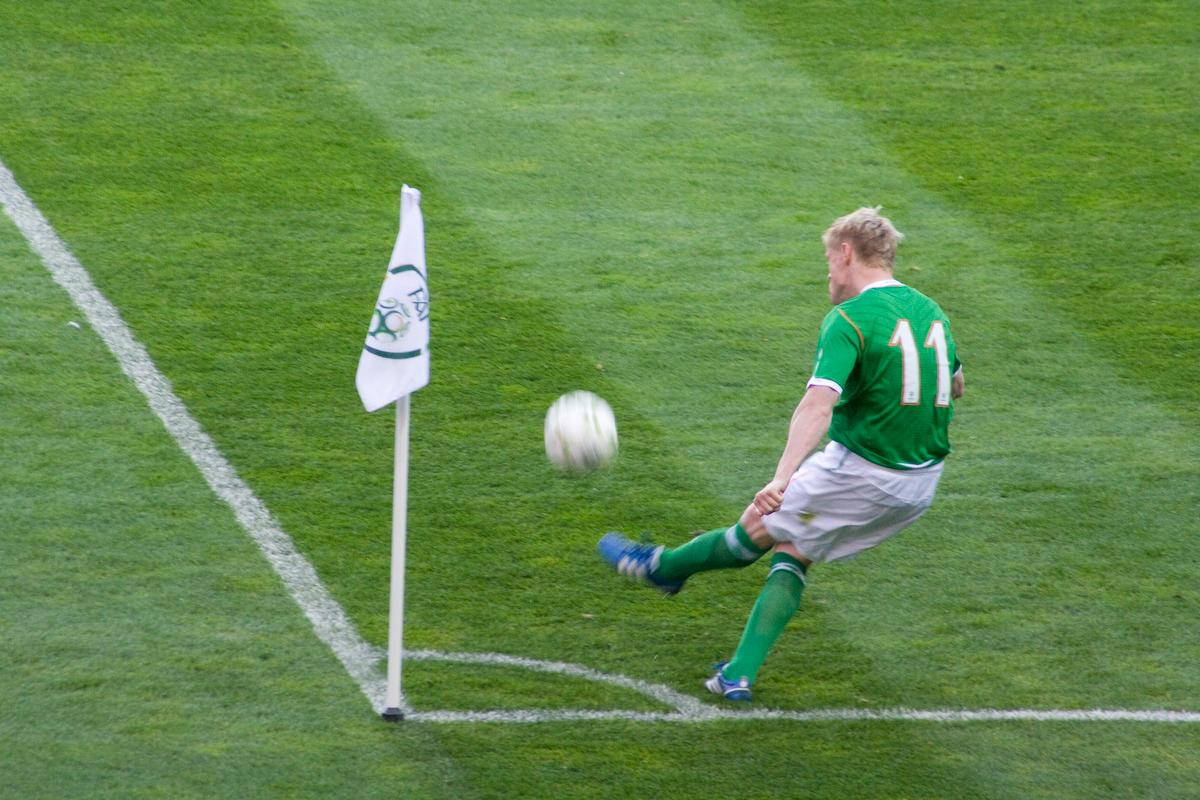
2008年、セルビア戦でのダフ

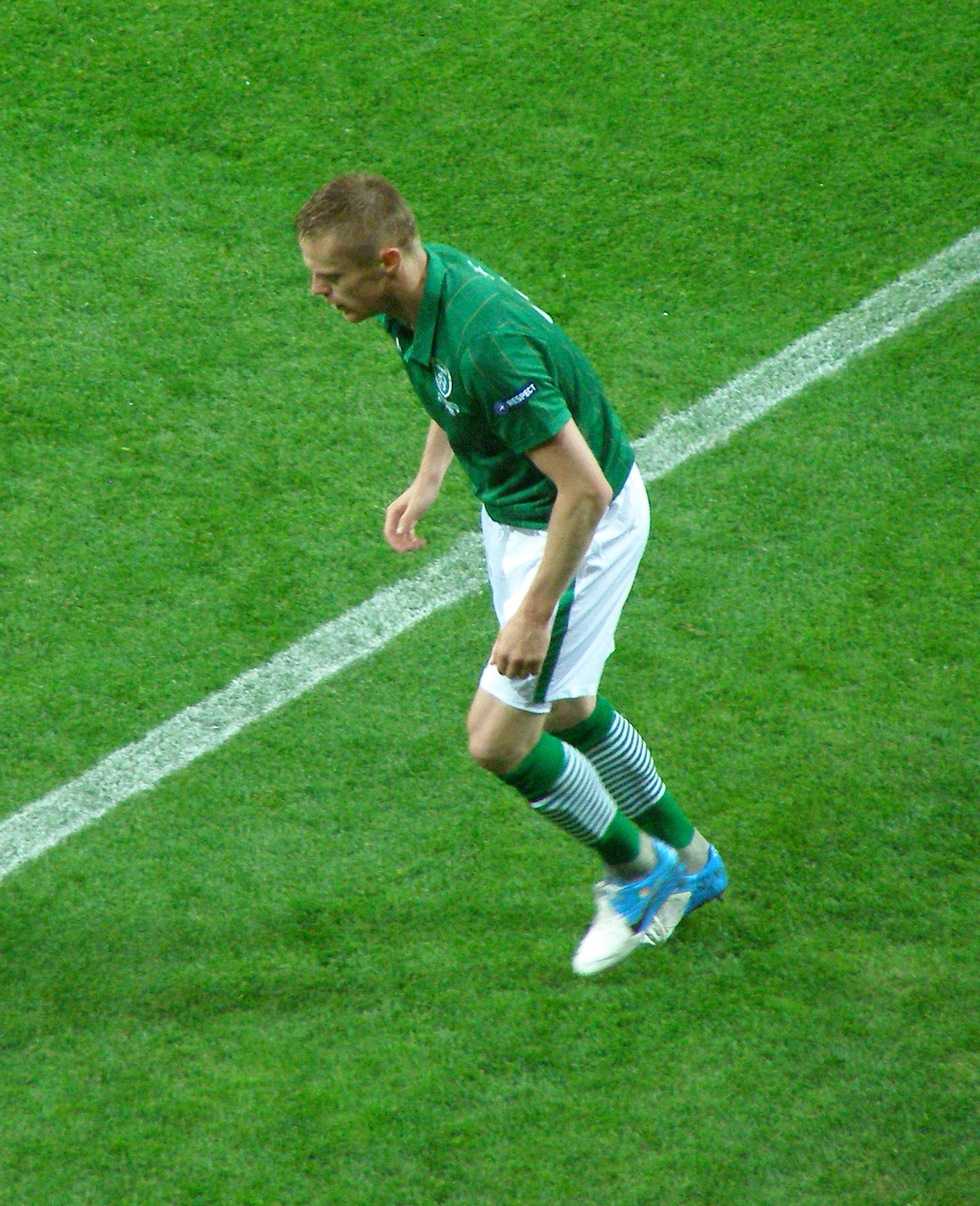
UEFA EURO 2012でのダフ

アイルランド代表では、まず年代別代表として1997 FIFAワールドユース選手権、1999 FIFAワールドユース選手権に出場しており、前者ではベスト16のモロッコ戦においてゴールデンゴールを挙げる。1998年には、北アイルランド戦でB代表として出場後、同年3月にチェコ戦においてA代表として初出場を飾り、以来、代表史上5人目となる100試合までに出場し、8得点を記録した。
本職は左サイドハーフながら、2002 FIFAワールドカップ・ヨーロッパ予選ではナイアル・クインの負傷以降、フォワードのロビー・キーンと2トップの一角で起用されることになると、本大会でも引き続いてキーンと2トップを組み、ベスト16進出に貢献するプレーは、多くの記者からグループリーグ内におけるベストイレブンに選出される程の注目を浴びた。そして、ベスト16のスペイン戦では、右サイドからドリブルでペナルティエリア内に侵入した所を、相手DFのフアンフランに倒されてペナルティーキックを獲得する等の見せ場を作ったが、最終的にPK戦によって敗退となった。なお、グループリーグのサウジアラビア戦での得点は、代表キャリアにおいて最も記憶に残る瞬間の1つと呼ばれている。
その後も中心選手としてプレーし、UEFA EURO 2004予選のジョージア戦、ロシア戦で得点を挙げるも、チームとしてはUEFA EURO 2004出場に失敗すると、暫く主要大会から遠ざかることになる。ジョバンニ・トラパットーニ監督体制になり、実に10年ぶりの主要大会となるUEFA EURO 2012出場権を獲得し、出場メンバーに選出されたダフは2012年6月18日にグループリーグ最終節のイタリア戦において、代表史上5人目となる通算出場数100試合を達成した。また先の2試合に連敗し既に敗退が決まっていた事もあり、代表100試合目のメモリアルゲームを祝して、チームの計らいでこの試合ダフは初めてキャプテンマークを巻いた。同年8月24日に代表からの引退を表明した。なお、6月のハンガリーとの親善試合において、審判団の1人がFIFAのリストに記載されていなかった為に同連盟から公式戦に認定されていないが、FAIでは、9月20日に独自の裁量によってハンガリー戦を公式戦扱いにする発表をしたことで出場数100となっている。

## 個人成績
出典:
| 所属クラブ       | シーズン         | リーグ             | リーグ | リーグ | カップ | カップ | リーグカップ | リーグカップ | 国際大会 | 国際大会 | 合計 | 合計 |
| 所属クラブ       | シーズン         | 所属リーグ         | 出場   | 得点   | 出場   | 得点   | 出場         | 得点         | 出場     | 得点     | 出場 | 得点 |
| ---------------- | ---------------- | ------------------ | ------ | ------ | ------ | ------ | ------------ | ------------ | -------- | -------- | ---- | ---- |
| ブラックバーン   | 1996-97          | プレミアリーグ     | 1      | 0      | -      | -      | -            | -            | -        | -        | 1    | 0    |
| ブラックバーン   | 1997-98          | プレミアリーグ     | 26     | 4      | 4      | 1      | 3            | 0            | -        | -        | 33   | 5    |
| ブラックバーン   | 1998-99          | プレミアリーグ     | 28     | 1      | 4      | 0      | 3            | 0            | 1        | 0        | 36   | 1    |
| ブラックバーン   | 1999-00          | ディヴィジョン1    | 39     | 5      | 3      | 1      | 2            | 1            | -        | -        | 44   | 7    |
| ブラックバーン   | 2000-01          | ディヴィジョン1    | 32     | 1      | 5      | 0      | 2            | 2            | -        | -        | 39   | 3    |
| ブラックバーン   | 2001-02          | プレミアリーグ     | 32     | 7      | 2      | 0      | 5            | 1            | -        | -        | 39   | 8    |
| ブラックバーン   | 2002-03          | プレミアリーグ     | 26     | 9      | -      | -      | 2            | 1            | 3        | 1        | 31   | 11   |
| ブラックバーン   | 合計             | 合計               | 184    | 27     | 18     | 2      | 17           | 5            | 4        | 1        | 223  | 35   |
| チェルシー       | 2003-04          | プレミアリーグ     | 23     | 5      | 1      | 0      | 2            | 0            | 11       | 1        | 37   | 6    |
| チェルシー       | 2004-05          | プレミアリーグ     | 30     | 6      | 2      | 0      | 6            | 2            | 10       | 2        | 48   | 10   |
| チェルシー       | 2005-06          | プレミアリーグ     | 28     | 3      | 5      | 0      | -            | -            | 6        | 0        | 39   | 3    |
| チェルシー       | 合計             | 合計               | 81     | 14     | 8      | 0      | 8            | 2            | 28       | 3        | 125  | 19   |
| ニューカッスル   | 2006-07          | プレミアリーグ     | 22     | 1      | -      | -      | 2            | 0            | 9        | 0        | 33   | 1    |
| ニューカッスル   | 2007-08          | プレミアリーグ     | 16     | 0      | 3      | 1      | -            | -            | -        | -        | 19   | 1    |
| ニューカッスル   | 2008-09          | プレミアリーグ     | 30     | 3      | 2      | 0      | 1            | 0            | -        | -        | 33   | 3    |
| ニューカッスル   | 2009-10          | チャンピオンシップ | 1      | 1      | 0      | 0      | 0            | 0            | -        | -        | 1    | 1    |
| ニューカッスル   | 合計             | 合計               | 69     | 5      | 5      | 1      | 3            | 0            | 9        | 0        | 86   | 6    |
| フラム           | 2009-10          | プレミアリーグ     | 32     | 6      | 4      | 2      | 0            | 0            | 14       | 1        | 50   | 9    |
| フラム           | 2010-11          | プレミアリーグ     | 24     | 4      | 2      | 0      | 1            | 0            | -        | -        | 27   | 4    |
| フラム           | 2011-12          | プレミアリーグ     | 28     | 2      | 2      | 1      | 0            | 0            | 14       | 3        | 44   | 6    |
| フラム           | 2012-13          | プレミアリーグ     | 31     | 3      | 2      | 0      | 1            | 0            | -        | -        | 34   | 3    |
| フラム           | 2013-14          | プレミアリーグ     | 15     | 0      | 2      | 0      | 1            | 0            | -        | -        | 18   | 0    |
| フラム           | 合計             | 合計               | 130    | 15     | 12     | 3      | 3            | 0            | 28       | 4        | 173  | 22   |
| メルボルン・C    | 2014-15          | Aリーグ            | 10     | 0      | 1      | 0      | -            | -            | -        | -        | 11   | 0    |
| メルボルン・C    | 合計             | 合計               | 10     | 0      | 1      | 0      | -            | -            | -        | -        | 11   | 0    |
| キャリア通算成績 | キャリア通算成績 | キャリア通算成績   | 468    | 61     | 44     | 6      | 31           | 7            | 69       | 8        | 612  | 82   |

## 代表歴

### 出場大会
- アイルランド代表
  - 2002 FIFAワールドカップ

### 試合数
- 国際Aマッチ 100試合 8得点（1998年-2012年）[71][1]

| アイルランド代表 | 国際Aマッチ | 国際Aマッチ |
| 年               | 出場        | 得点        |
| ---------------- | ----------- | ----------- |
| 1998             | 5           | 0           |
| 1999             | 8           | 0           |
| 2000             | 3           | 0           |
| 2001             | 6           | 1           |
| 2002             | 11          | 1           |
| 2003             | 9           | 4           |
| 2004             | 7           | 0           |
| 2005             | 8           | 0           |
| 2006             | 6           | 1           |
| 2007             | 3           | 0           |
| 2008             | 5           | 0           |
| 2009             | 9           | 0           |
| 2010             | 5           | 0           |
| 2011             | 9           | 1           |
| 2012             | 6           | 0           |
| 通算             | 100         | 8           |

### 得点
| #  | 開催日         | 開催地   | 対戦国         | スコア | 結果 | 大会                    |
| -- | -------------- | -------- | -------------- | ------ | ---- | ----------------------- |
| 1. | 2001年8月15日  | ダブリン | クロアチア     | 1-0    | 2-2  | 親善試合                |
| 2. | 2002年6月11日  | 横浜     | サウジアラビア | 0-3    | 0-3  | 2002 FIFAワールドカップ |
| 3. | 2003年3月29日  | トビリシ | ジョージア     | 0-1    | 1-2  | UEFA EURO 2004予選      |
| 4. | 2003年4月30日  | ダブリン | ノルウェー     | 1-0    | 1-0  | 親善試合                |
| 5. | 2003年9月6日   | ダブリン | ロシア         | 1-0    | 1-1  | UEFA EURO 2004予選      |
| 6. | 2003年11月18日 | ダブリン | カナダ         | 1-0    | 3-0  | 親善試合                |
| 7. | 2006年3月1日   | ダブリン | スウェーデン   | 1-0    | 3-0  | 親善試合                |
| 8. | 2011年2月8日   | ダブリン | ウェールズ     | 2-0    | 3-0  | ネイションズカップ      |

## タイトル

### クラブ
ブラックバーン
- フットボールリーグカップ : 2001-02

チェルシーFC
- プレミアリーグ : 2004-05, 2005-06
- フットボールリーグカップ : 2004-05
- FAコミュニティ・シールド : 2005

ニューカッスル
- UEFAインタートトカップ : 2006（英語版）

### 代表
アイルランド
- ネイションズカップ（英語版） : 2011

### 個人
- フットボールリーグ・ディヴィジョン1年間ベストイレブン : 2000-01
- UEFAチーム・オブ・ザ・イヤー : 2002